# 1903年逝世人物列表
1903年逝世人物列表：1月 - 2月 - 3月 - 4月 - 5月 - 6月 - 7月 - 8月 - 9月 - 10月 - 11月 - 12月
下面是1903年逝世的知名人士列表。

## 1-6月

### 1月3日
- 阿洛伊斯·希特拉，是奧匈帝國公務員，亦是納粹黨領袖阿道夫·希特拉的父親。

### 1月4日
- 亞歷山大·阿克薩科夫，俄羅斯作家

### 1月5日
- 普拉克塞德斯·马特奥·萨加斯塔，西班牙政治家，八次首相

### 1月17日
- 昆廷·霍格，英國慈善家

### 1月24日
- 佩特科·卡拉维洛夫，保加利亞第四任總理

### 1月26日
- 亚历山大·格里格斯，美國蒸汽船船長及政治人物

### 1月28日
- 奧古斯塔·霍爾梅斯，法國作曲家
- 羅伯特·普朗奎特，法國作曲家

### 2月1日
- 乔治·斯托克斯，愛爾蘭數學家、物理學家

### 2月4日
- 張佩綸，中國海軍司令和政府官員

### 2月7日
- 詹姆斯·格萊舍，英國氣象學家、航空員

### 2月9日
- 查理斯·達菲，愛爾蘭出生的澳大利亞政治家，維多利亞州第8任州長

### 2月12日
- 市來四郎，日本幕末時一位薩摩藩藩士。

### 2月14日
- 奧地利的伊莉莎白·法蘭西絲卡，奧地利約瑟夫大公的女兒

### 2月17日
- 約瑟夫·帕里，威爾士作曲家

### 2月22日
- 胡戈·沃尔夫，奧地利作曲家

### 2月24日
- 乔治·B·N·希尔，英國編輯和作家

### 2月26日
- 理查·加特林，美國發明家。

### 3月2日
- 拉斐爾·扎爾迪瓦爾，薩爾瓦多前總統

### 3月3日
- 羅伯特·桑福德·福斯特，聯邦陸軍將軍

### 3月4日
- 約瑟夫·亨利·肖特豪斯，英國小說家

### 3月5日
- 加斯頓·帕裡斯，法國學者

### 3月7日
- 伊斯特萬·比托，匈牙利第7任總理

### 3月11日
- 盧·格雷厄姆，美國妓院老闆

### 3月13日
- 喬治·格蘭維爾·布蘭得利，英國牧師、學者

### 3月16日
- 羅伊·比恩，美國太平紳士[1]

### 3月25日
- 赫克托·麥克唐納，英國陸軍上將

### 3月28日
- 埃米爾·鮑多，法國電報工程師

### 4月4日
- 瑪格麗特·安·內夫，英國超級百歲老人

### 4月5日
- 湯姆·艾倫，英國拳擊手

### 4月11日
- 荣禄，晚清政治家。
- 傑瑪·加爾加尼，義大利神秘主義者，天主教聖徒

### 4月19日
- 奧利弗·莫瓦特，加拿大政治家

### 4月28日
- 弗朗西斯·奧古斯塔·科南特，美國記者
- 乔赛亚·威拉德·吉布斯，美國物理化學家

### 4月29日
- 斯圖爾特·羅布森，美國舞臺演員、喜劇演員

### 5月4日
- 戈采·代尔切夫，20世紀初奧斯曼帝國馬其頓和色雷斯的革命家。

### 5月8日
- 保羅·高更。法國印象派畫家

### 5月13日
- 阿波里納里奧·馬比尼，菲律賓政治理論家，菲律賓總理

### 5月22日
- 藤村操，為日本北海道出生的舊制第一高等學校的學生

### 6月9日
- 加斯帕爾·努涅斯·德·阿爾塞，西班牙詩人

### 6月10日
- 安东尼奥·路易吉·高登齐奥·朱塞佩·克雷莫纳，意大利數學家

### 6月11日
- 亞歷山大一世，塞爾維亞國王。
- 尼古拉·布加耶夫，俄羅斯數學家
- 德拉加·馬欣，塞爾維亞王后

### 6月14日
- 卡尔·根格包尔，德國動物解剖學家[2]

### 6月15日
- 約瑟夫·阿博特，澳大利亞羊毛經紀人和政治家

### 6月19日
- 赫伯特·沃恩，英國天主教紅衣主教、大主教

## 7-12月

### 7月2日
- 艾德·迪拉杭提，綽號「大艾德」和「蚱蜢」，為美國職棒大聯盟的外野手。

### 7月3日
- 哈麗特·萊恩，美國第一夫人

### 7月11日
- 威廉·歐內斯特·亨利，英格蘭詩人、文學評論家和編輯

### 7月13日
- 貝尼·卡萊，奧匈帝國政治家

### 7月17日
- 詹姆斯·麥克尼爾·惠斯勒，美國畫家

### 7月20日
- 良十三世，羅馬天主教教宗。

### 8月1日
- 災星簡，美國邊疆女郎

### 8月3日
- 爱德华·莫尔捷，法國海軍上將

### 8月5日
- 菲尔·梅，英國藝術家

### 8月11日
- 歐金尼奧·瑪麗亞·德·霍斯托斯，波多黎各哲學家、社會學家

### 8月17日
- 漢斯·古德，挪威畫家

### 8月22日
- 第三代索爾斯伯利侯爵羅伯特·蓋斯科因-塞西爾，英國首相

### 8月23日
- 弗雷·莫喬，阿根廷作家

### 8月28日
- 弗雷德里克·勞·歐姆斯特德，美國景觀設計師

### 9月18日
- 冯子才，清軍將領
- 亞歷山大·貝恩，蘇格蘭哲學家
- 儒勒·佩爾謝，法國建築師

### 9月19日
- 華盛頓·蒂斯代爾，英國工程師

### 10月4日
- 奧托·魏寧格，奧地利猶太作家

### 10月20日
- 湯瑪斯·文森特·韋爾奇，美國政治家

### 10月22日
- 威廉·愛德華·哈特波爾·萊基，愛爾蘭歷史學家，下議院議員

### 11月1日
- 西奧多·蒙森，德國作家，諾貝爾獎獲得者[3]

### 11月8日
- 瓦西里·多库切夫，俄羅斯地質學家和地理學家，現代土壤科學奠基人。

### 11月11日
- 拉維拉·埃絲特·艾倫，美國作家

### 11月13日
- 卡米耶·畢沙羅，法国印象派畫家。

### 11月16日
- 伊丽莎白公主，是黑森大公恩斯特·路德維希和第一任妻子維多利亞·梅麗塔公主所生的唯一的女兒

### 11月25日
- 萨维诺·阿拉纳，巴斯克民族主義之父

### 12月7日
- 殷德生，美國聖公會傳教士，漢口教區首任主教。

### 12月8日
- 赫伯特·斯宾塞，英國哲學家

### 12月24日
- 埃德蒙·赫斯，德國數學家
- 莉迪亞·霍伊特·法默，美國作家、女權活動家

### 12月28日
- 乔治·吉辛，英國小說家
- 瑪格麗特·法蘭西斯·沙利文，愛爾蘭出生的美國作家、記者和編輯

### 12月29日
- 巴巴·賈瑪律·辛格，Radha Soami Satsang Beas 的創始人
- 傑羅姆·賽克斯，美國演員